# Гусинский, Владимир Александрович
Влади́мир Алекса́ндрович Гуси́нский (род. 6 октября 1952, Москва) — российский предприниматель, медиамагнат.
В первой половине 1980-х годов был известен как режиссёр театральных спектаклей и массовых зрелищ. В годы Перестройки ушёл из режиссуры в предпринимательскую деятельность.
В 1992 году создал группу «Мост» и «Мост-банк». В 1990-е годы Гусинский создал и развивал несколько значительных российских СМИ, включая телеканалы НТВ и ТНТ, радиостанцию «Эхо Москвы», газету «Сегодня», журналы «Итоги», «Караван историй» и «7 дней». В 1997 году он объединил свои медиаактивы в группу «Медиа-Мост».
В конце 1990-х годов Гусинский вступил в конфликт с администрацией президента Владимира Путина, из-за разногласий в формировании редакционной политики НТВ и других медиа. В июне 2000 года Гусинский был арестован по обвинению в мошенничестве, но вскоре освобожден под подписку о невыезде. Впоследствии он покинул Россию, эмигрировал в Испанию, а затем в Израиль.
В 2001 году холдинг «Медиа-Мост» был вынужден продать свои активы «Газпром-медиа» в результате финансового давления и долгов.
После продажи «Медиа-Моста» компании Гусинского продолжили поставлять сериалы для российского телевидения, включая «Агент национальной безопасности», «Ментовские войны», «Тайны следствия» и «Улицы разбитых фонарей». К 2019 году фирмы Гусинского выпустили на российские экраны чуть больше 13 % от всех сериалов, которые когда-либо получали прокатные удостоверения.

## Биография

### Происхождение
Родился в Москве. Мать — Лилия Яновна, отец — Александр Савельевич.
В 1969 году (по другим данным — 1968 году) поступил в Институт нефтехимической и газовой промышленности имени Губкина, но был отчислен (по разным данным — в 1969, 1970 или в 1973 году). Служил в армии в 1973—1975 годах (по одним данным в войсках химразведки, по другим — в войсках ПВО).
В 1981 году Владимир Гусинский окончил режиссёрский факультет ГИТИСа имени А. Луначарского. Дипломный спектакль по пьесе Мольера «Тартюф» он поставил в Тульском областном театре. При гастролях в Киеве Гусинский применил нестандартный маркетинговый ход: актёры в сценических костюмах выходили на Крещатик и сами продавали билеты на спектакль.
По данным «Независимой газеты», в начале 1980-х в Москве заведовал художественно-постановочной частью Международного фестиваля молодёжи и студентов 1985 года, был главным режиссёром культурной программы для иностранных участников Игр доброй воли, подрабатывал частным извозом.

### Предпринимательская деятельность
В 1986 году вместе с приятелем Борисом Хаитом создал кооператив «Металл», который производил различные предметы — от медных браслетов и женских украшений до металлических гаражей.
В 1988 году основал кооператив «Инфэкс», который занимался финансовыми и правовыми консультациями, а также политическим анализом по заказу клиентов, в основном иностранных.
«Инфэкс» и американская юридическая фирма «Арнольд и Портер» создали совместное предприятие «Мост», зарегистрированное 24 мая 1989 года. В СП «Мост» «Инфэксу» принадлежала половина уставного капитала; Гусинский был его генеральным директором. В октябре 1989 года был создан «Мост-банк», президентом которого также стал Гусинский.
В 1992 году был образован холдинг АО «Группа „Мост“», в структуре которого иностранных участников уже не было и в котором объединились 42 предприятия, подконтрольных Гусинскому. Банк холдинга («Мост-банк») спонсировал радиостанцию «Эхо Москвы».
19 октября 1996 года в газете «Новый взгляд» бывшим начальником службы безопасности президента России Александром Коржаковым было опубликовано заявление, из которого следовало, что Борис Березовский уговаривал убить Владимира Гусинского, а также Юрия Лужкова, Иосифа Кобзона и Сергея Лисовского. Западные СМИ отреагировали на заявления российского ньюсмейкера.
27 января 1997 года Гусинский сложил с себя полномочия президента «Мост-банка» и генерального директора группы «Мост» и возглавил холдинг ЗАО «Медиа-Мост» (телекомпании НТВ, «НТВ-Плюс», ТНТ, газета «Сегодня», журналы «Итоги», «Семь дней», «Караван историй», радио «Эхо Москвы»).

### НТВ
В начале 1993 года была создана телекомпания НТВ. Деньги в неё вложили банки «Столичный» и «Национальный кредит». В конце 1993 года Мост-банк предложил кредитную линию радиостанции «Эхо Москвы» в обмен на 51 % акций.
Согласно распоряжению Правительства России, в декабре 1993 года Гусинский включён в состав комиссии по разработке проекта концепции денежно-кредитной системы России. В марте 1994 года «Мост-банк» получил подтверждение статуса уполномоченного банка Правительства Москвы, а сам Гусинский стал председателем Совета представителей уполномоченных банков (февраль 1994 — март 1997 года). С апреля 1994 года — вице-президент Ассоциации российских банков.
С 1995 года — член президиума Координационного совета общероссийского объединения «Круглый стол бизнеса России».
Дмитрий Быков в контексте скандала со сменой собственника НТВ отмечал на страницах таблоида «Московская комсомолка»:

Все сколько-нибудь грамотные люди в стране знают, что у Гусинского есть две тактики. Первая — ложиться под сильнейшего: она была опробована осенью 1999 года, когда НТВэшники сделали ставку на блок ОВР… вторая тактика Гусинского — тактика самосожжения.

Говорухин, выступая на пленарном заседании Государственной Думы, сообщил, со ссылкой на генерала Куликова, что НТВ, по его мнению, оказывал информационную поддержку чеченским сепаратистам, в сентябре 1999 года Борис Березовский в ходе пресс-конференции в «Интерфаксе» заявил, что Гусинский ему прямо говорил, что журналисты НТВ поддерживали чеченских сепаратистов и что вся позиция информационной компании Гусинского «по Чечне была далеко не бескорыстна, по чеченской войне». Альфред Кох вспоминал следующее:

Я прекрасно помню, как в разгар первой чеченской войны в 1995 году НТВ практически неприкрыто поддерживал чеченских боевиков, показывая зверства федеральных властей, но замалчивая зверства моджахедов, которых было, по меньшей мере, не меньше, и начались они значительно раньше, ещё до открытой фазы конфликта…Гусинский никогда не скрывал, что у него были прайс-листы, которые олигархи должны были оплачивать…Он говорил: а что я могу сделать, мне же надо как-то жить. Это было свободное телевидение.

Александр Коржаков писал, что когда в декабре 1994 года Ельцину не понравилось, как НТВ показывало войну в Чечне, то приказал ему разобраться с Гусинским:

Как-то за обедом, обращаясь ко мне и Барсукову, президент повысил голос:
— Почему вы не можете справиться с каким-то Гусинским?! Что он вытворяет?! Почему везде разъезжает?! На него все жалуются, и семья тоже. Сколько раз случалось, что Таня или Наина едут, а им перекрывают дорогу из-за этого Гусинского. Его НТВ распоясалось, ведёт себя нахально. Я вам приказываю: разберитесь с ним.
Эта тирада означала, что Березовский отыскал верную дорогу к ушам Ельцина.
— Как разобраться, если нет законных оснований? — спросил я.
— Неважно… Зацепитесь за что-нибудь, преследуйте его везде, не давайте ему прохода. Создайте ему такую атмосферу, чтобы у него земля под ногами горела.
— Хорошо, подумаем, как создать такую атмосферу.
На следующий день, 2 декабря 1994 года, мы её создали.
— Коржаков Александр. Борис Ельцин: от рассвета до заката
После этого в офис к Гусинскому (бывшее здание СЭВа напротив Белого дома) пришли сотрудники Главного управления охраны РФ из спецподразделения по охране президента, и Гусинскому пришлось на полгода уехать в Лондон. Факт давления на телекомпанию со стороны ельцинского Кремля подтверждает сам Гусинский, а также бывший генеральный директор НТВ Игорь Малашенко.

### Уголовное преследование Гусинского
13 июня 2000 года Гусинский был арестован как подозреваемый в хищении госсобственности в особо крупных размерах и был помещён в Бутырскую тюрьму. Согласно официальному сообщению Генеральной прокуратуры, "Гусинский, вместе с некоторыми руководителями Федерального государственного предприятия «Российская государственная компания „Русское видео“», изъяли из собственности государства имущество стоимостью не менее десяти миллионов долларов США". Адвокатами выступали Генри Резник и Павел Астахов.
После ареста Гусинский получил от министра печати Михаила Лесина предложение о прекращении уголовного преследования, условием которого была продажа «Медиа-моста» «Газпрому». Гусинский согласился и 16 июня был освобождён под подписку о невыезде. 20 июля он подписал договор о продаже ЗАО «Медиа-мост» «Газпрому» за 773 млн $, большая часть из которых шла на погашение долгов. Соглашение, завизированное Лесиным, предусматривало прекращение уголовного преследования Гусинского, гарантии его безопасности и выезда из страны. 26 июля дело в отношении бизнесмена было закрыто, и он покинул Россию. Впоследствии Гусинский отказался выполнять условия подписанного под давлением документа, в связи с чем он не получил предусмотренные соглашением 300 млн $ от продажи «Медиа-моста».
В сентябре «Газпром-медиа» подал в Замоскворецкий суд иск к «Медиа-мосту», потребовав исполнения договора. В обеспечение иска приставы арестовали акции «Медиа-моста». Генпрокуратура заочно обвинила Гусинского в мошенничестве. 13 ноября 2000 года Генеральная прокуратура объявила о том, что Гусинскому вновь назначена мера пресечения — «заключение под стражу». 20 ноября 2000 года Генпрокуратура, отчаявшись найти Гусинского внутри страны, заявила, что он объявлен в международный розыск. 6 декабря 2000 года российский Интерпол попросил содействия в поимке бизнесмена у международного бюро этой организации.
12 декабря 2000 года Гусинский был задержан агентами испанской полиции во исполнение международного ордера на арест. Его дело было передано на рассмотрение суда в Мадриде, а судьёй был назначен Бальтасар Гарсон, который в своё время занимался делом Пиночета. 22 декабря 2000 года судья принял решение об освобождении Гусинского; адвокаты российского предпринимателя внесли залог в 5,5 млн долл.
22 января 2001 года испанское правосудие получило возможность ознакомиться с подробным изложением позиции, которую Генеральная прокуратура России собиралась использовать для обоснования необходимости экстрадиции Гусинского. Дело о выдаче Гусинского российским правоохранительным органам Совет министров Испании 19 января 2001 года передал на рассмотрение судьи Бальтасара Гарсона. Окончательным решением испанского суда в выдаче было отказано.
3 апреля 2001 года на собрании акционеров, созванном «Газпром-медиа», новым гендиректором НТВ стал Борис Йордан. Коллектив в знак протеста прервал вещание, часть журналистов ушла на ТВ-6. 4 мая Черемушкинский суд удовлетворил иск «дочки» «Газпром-медиа» Leadville Investment об обращении в её собственность 19 % акций НТВ и долей в остальных 23 компаниях «Медиа-моста». «Газпром» получил 65 % акций и 50 % плюс 1 акцию в компаниях «НТВ-плюс», ТНТ, «Эхо Москвы», «НТВ-Профит», «Мемонет», «Киномост» и других.
В связи с изложенными событиями Гусинский обратился в Европейский суд по правам человека. В 2004 году было вынесено решение, признававшее арест бизнесмена мотивированным неправовыми целями.
В марте 2009 года газета «Ведомости» цитировала «соратника олигарха, пожелавшего сохранить анонимность», который был уверен, что «равноудаление олигархов» В. В. Путин начал с Гусинского из-за нежелания Гусинского согласовывать информационную политику телеканала НТВ с Кремлём, как требовал тогдашний глава администрации президента Александр Волошин: Гусинский считал, что влияние его медиаконгломерата столь велико, что ему ничего не могло угрожать.
14 ноября 2011 года, выступая в Коммерческом суде Лондона в качестве свидетеля на процессе по иску Бориса Березовского к Роману Абрамовичу, бывший глава Администрации Президента РФ Александр Волошин отрицал, что Гусинский продал Газпрому свой медиахолдинг «Медиа-мост» под давлением, в обмен на снятие уголовных обвинений.

### Дальнейшая предпринимательская деятельность в России
В середине 2000-х годов Гусинскому удалось достичь с Кремлём соглашения, по условиям которого он, покинув страну, отказывался от политической деятельности и судебных претензий к «Газпрому» на основании решения ЕСПЧ. В свою очередь бизнесмен сохранил за собой часть российских активов: издание Newsru.com, долю в радиостанции «Эхо Москвы», а также ряд компаний, занимающихся поставкой кинопродукции для федеральных телеканалов — ими впоследствии было выпущено 13 % от всех сериалов, получавших прокатные удостоверения Министерства культуры. Согласно источникам «Проекта», подписание договора курировали Николай Сенкевич, Дмитрий Медведев и Алексей Миллер, а срок его действия истекал к 2019—2020 году.
В 2001 году основал телеканал RTVI. В начале 2012 года продал его бывшему генеральному директору канала «Звезда» Руслану Соколову.
С валютным кризисом, начавшимся в 2014 году, медиаимперия Гусинского стала испытывать финансовые трудности и была вынуждена прибегнуть к кредитам. В 2015 году бизнесмен вёл с «Газпром-медиа» переговоры о продаже своих российских активов, но, по данным «Проекта», сделку не одобрили в Кремле. В 2017 году ряд принадлежащих бизнесмену компаний запустил процедуру «кольцевого банкротства» с целью защититься от обязательств по кредитам перед Пробизнесбанком и КБ «БФГ-Кредит», которые к тому моменту были лишены лицензии.

### Общественная деятельность
В январе 1996 года был избран президентом Российского еврейского конгресса (РЕК). Член президиума РЕК.
26 января 1996 года Владимиру Гусинскому был вручён диплом Союза журналистов «За открытость в отношении с прессой, за заслуги в правовой и социальной защите журналистов». Так были отмечены его усилия по организации телеканала НТВ и газеты «Сегодня».
В апреле 1996 года вместе с Борисом Березовским выступил организатором и вдохновителем политического заявления «группы тринадцати».
С октября 1996 года — член Совета по вопросам банковской деятельности при правительстве РФ.
27 января 2000 года был избран вице-президентом Всемирного еврейского конгресса от Восточной Европы и России.

## Семья
Мать — Лилия Яновна, отец — Александр Савельевич.
Со своей нынешней супругой Еленой Гусинский познакомился на службе. Елена служила в юридическом департаменте группы «Мост» и консультировала своего будущего супруга по различным вопросам законодательства. Сыновья — Станислав, Владимир и Даниил.
Всего у Владимира Гусинского четверо сыновей. Старший сын от первого брака, Илья, поступил в Стэнфордский университет и изучал экономику и финансы.

## Награды
- Орден Дружбы народов (5 августа 1994 года) — за большой вклад в выполнение программы строительства жилых домов, объектов производственного и социального назначения[40][41];
- Кавалер ордена Почётного легиона (Франция);
- Благодарность Президента Российской Федерации (25 июля 1996 года) — за активное участие в организации и проведении выборной кампании Президента Российской Федерации в 1996 году[42];
- Лауреат премии «ТЭФИ», «За личный вклад в развитие российского телевидения» (1999)[43];
- Наградное оружие — 5,45-мм пистолет ПСМ, полученный в 1994 году «за заслуги перед Отечеством» от правительства Российской Федерации, который он добровольно сдал 12 июля 2000 года[44].